# Pegoplata abnormis
Pegoplata abnormis är en tvåvingeart som först beskrevs av Stein 1920.  Pegoplata abnormis ingår i släktet Pegoplata och familjen blomsterflugor. Inga underarter finns listade i Catalogue of Life.